# NGC 1128/1
NGC 1128/1 је елиптична галаксија у сазвежђу Кит која се налази на NGC листи објеката дубоког неба.
Деклинација објекта је + 6° 1' 36" а ректасцензија 2h 57m 41,5s. Привидна величина (магнитуда) објекта NGC 1128 износи 14,5 а фотографска магнитуда 15,5. NGC 11281 је још познат и под ознакама MCG 1-8-27, CGCG 415-41, DRCG 9-43, A 0255+05, 3ZW 52, 3C 75, KCPG 84A, PGC 11189.